# Erdweg
Erdweg – miejscowość i gmina w Niemczech, w kraju związkowym Bawaria, w rejencji Górna Bawaria, w regionie Monachium, w powiecie Dachau. Leży około 12 km na północny zachód od Dachau. Leży nad rzeką Glonn, przy linii kolejowej Monachium – Altomünster.

## Dzielnice
| - Erdweg - Altstetten - Bogenried - Brand - Eisenhofen - Großberghofen | - Großberghofen-Siedlung - Guggenberg - Happach - Hof - Kleinberghofen - Langengern | - Oberhandenzhofen - Petersberg - Schluttenberg - Unterweikertshofen - Walkertshofen - Welshofen |

## Demografia
Dane o ludności z 31 grudnia 2008:
| Opis                                | Ogółem | Ogółem | Kobiety | Kobiety | Mężczyźni | Mężczyźni |
| ----------------------------------- | ------ | ------ | ------- | ------- | --------- | --------- |
| Jednostka                           | osób   | %      | osób    | %       | osób      | %         |
| Populacja                           | 5505   | 100    | 2737    | 49,72   | 2768      | 50,28     |
| Wiek przedprodukcyjny (0–17 lat)    | 1115   | 20,25  | 565     | 10,26   | 550       | 9,99      |
| Wiek produkcyjny (18–65 lat)        | 3578   | 65     | 1735    | 31,52   | 1843      | 33,48     |
| Wiek poprodukcyjny (powyżej 65 lat) | 812    | 14,75  | 437     | 7,94    | 375       | 6,81      |

## Polityka
Wójtem gminy jest Michael Reindl, rada gminy składa się z 20 osób.
|      | CSU | SPD | FWG | FWGK | ÜWGE | WGU | FWGG | FWGW | Razem |
| 2008 | 5   | 1   | 2   | 3    | 4    | 2   | 2    | 1    | 20    |
| 2002 | 5   | 1   | -   | 2    | 2    | 2   | 4    | 2    | 20    |